# Hava Kohav Beller
Hava Kohav Beller (geboren als Eva Stern; *  in Frankfurt am Main) ist eine deutsche Drehbuchautorin und Regisseurin.

## Leben
Hava Kohav Beller wuchs in einem Kibbuz in der Nähe von Haifa auf. Ihre aus Berlin stammende Mutter las ihr im Kindesalter deutsche Märchen wie Struwwelpeter und Max und Moritz vor, als Jugendliche las sie Hermann Hesse und Thomas Mann. Nach einem Musikstudium in Tel Aviv zog sie nach New York, wo sie heiratete, als Ballettchoreographin und Schauspielerin arbeitete und zwischen 1979 und 1981 die Filmschule absolvierte. Als Anfang der 1980er Jahre einer ihrer Freunde eine Deutsche heiratete, begann sie sich mit Deutschland und dem Widerstand im Dritten Reich zu beschäftigen, und beschloss einen Dokumentarfilm zu drehen.
Sie arbeitete neun Jahre lang an Das ruhelose Gewissen. In dieser Zeit befragte sie Zeugen des Widerstands, darunter Freya von Moltke, Axel von dem Bussche und Klaus von Dohnanyi. Schwierigkeiten bereitete die Finanzierung; so verkaufte sie einige Gemälde und arbeitete als Ballettlehrerin und Sekretärin, da sie als freischaffende Künstlerin keine Bankkredite bekam. Erst spät wurde ihre Arbeit durch Stiftungsgelder aus den USA und Israel unterstützt.
1992 wurde Das ruhelose Gewissen als bester Dokumentarfilm für den Oscar nominiert. Im darauf folgenden Jahr erhielt Beller aus den Händen von Richard von Weizsäcker das Große Bundesverdienstkreuz. 2002 entstand The Burning Wall, ein Dokumentarfilm über die Opposition in der Deutschen Demokratischen Republik. Hierzu hatte sie unter anderem Wolf Biermann, Günter Grass und Egon Krenz befragt. Der Film hatte seine Premiere bei den Internationalen Filmfestspielen in Berlin.

## Filmografie (Auswahl)
- 1992: Das ruhelose Gewissen (The Restless Conscience: Resistance to Hitler Within Germany 1933–1945)
- 2002: The Burning Wall